# Mischocarpus macrocarpus
Mischocarpus macrocarpus är en kinesträdsväxtart som beskrevs av Sally T. Reynolds. Mischocarpus macrocarpus ingår i släktet Mischocarpus och familjen kinesträdsväxter. Inga underarter finns listade i Catalogue of Life.